# Asclerocheilus kudenovi
Asclerocheilus kudenovi är en ringmaskart som beskrevs av Blake in Blake, Hilbig och Scott 2000. Asclerocheilus kudenovi ingår i släktet Asclerocheilus och familjen Scalibregmatidae. Inga underarter finns listade i Catalogue of Life.